# Nova Slovenija
Nové Slovinsko – křesťansko-lidová strana, zkratkou NSi (slovinsky Nova Slovenija – krščanska ljudska stranka) je slovinskou konzervativní a pravicovou politickou stranou. V současnosti je členem vládní koalice a má jednoho poslance v Evropském parlamentu. Současným předsedou strany je Matej Tonin.

## Program
Strana se řadí do pravé části politického spektra slovinských politických stran. Na rozdíl od svých pravicových spojenců klade větší důraz na dodržování konzervativních a morálních hodnot. Obhajuje silnou pozici katolické církve. Zahraničněpoliticky lze NSi označit za proevropskou stranu, která podporuje integraci Slovinska do evropských struktur a klade důraz na stabilitu a bezpečnost v rámci EU. Strana je také silně pro- NATO a podporuje vojenskou spolupráci s ostatními členskými státy NATO.

## Historie
NSi vznikla odtržením skupiny politiků, včetně tehdejšího premiéra Andreje Bajuka, od SLS a partnerské SKD. Prvním předsedou strany se stal premiér Bajuk. Ve volbách na podzim roku 2000 získala 8,77 % a 8 křesel. Ve volebním období 2000–2004 byla opoziční stranou vůči vládám Janeze Drnovšeka a Antona Ropa. Na jaře roku 2004 překvapivě vyhrála volby do Evropského parlamentu a získala dva mandáty. V podzimních volbách skončila čtvrtá se ziskem 9,09 % a obdržela 9 mandátů. Po volbách vstoupila s SDS, SLS a stranou DeSUS do vládní koalice. V nadcházejících parlamentních volbách skončila až osmá se ziskem 3,4 % a vypadla z parlamentu. Po volbách odešel Bajuk z čela strany.
V červnu roku 2009 strana se ziskem 16 % skončila třetí ve volbách do Evropského parlamentu a uhájila jedno z dosavadních dvou křesel. V předčasných volbách na podzim roku 2011 získala 4,81 % a 4 křesla, čímž se vrátila do Státního shromáždění jako sedmá a nejmenší parlamentní strana. Od února 2012 je součástí vládní koalice s SDS, Hnutím Gregora Viranta, SLS a DeSUSem.
V roce 2022 NSi získala 6,9 % hlasů a 8 mandátů ve Státním shromáždění, čímž se stala součástí nové vládní koalice pod vedením Roberta Goloba a jeho strany Svoboda. Strana pokračuje v obhajobě proevropského směru, podporuje silnou ekonomiku a stabilitu pro Slovinsko v rámci Evropské unie.

## Volební výsledky
- 2022: 6,9 % hlasů (8 mandátů ve Státním shromáždění)
- 2018: 7,16 % hlasů (7 mandátů ve Státním shromáždění)
- 2014: 9,09 % hlasů (9 mandátů ve Státním shromáždění)
- 2004: 12,4 % hlasů (2 poslanci v Evropském parlamentu)

## Současnost
V současnosti je NSi součástí vládní koalice, kde hraje klíčovou roli v podpoře proevropské orientace a konzervativní hodnoty. Strana pokračuje v práci na zajištění ekonomické stability a podporuje silnou roli katolické církve ve slovinské společnosti. Strana také aktivně podporuje ochranu tradičních hodnot a rodiny, které jsou základem jejího politického programu.

## Mezinárodní vztahy
NSi má dlouhodobě silnou proevropskou orientaci a je známá svou podporou evropské integrace a spolupráce mezi členskými státy EU. V oblasti zahraniční politiky NSi prosazuje zvýšení bezpečnosti v regionu a spolupráci v rámci NATO. 

## Kontroverze
Strana čelila kritice za svůj postoj k otázkám týkajícím se práv LGBT osob. V minulosti se členové strany vyjádřili proti zavedení manželství pro páry stejného pohlaví a proti adopci dětí těmito páry. Tyto postoje vyvolaly nesouhlas části veřejnosti a lidskoprávních organizací, které je označily za diskriminační. Strana své stanovisko obhajuje s odkazem na konzervativní hodnoty a tradiční pojetí rodiny.

## Významné osobnosti strany
- Matej Tonin - předseda strany (od 2020)
- Andrej Bajuk - zakladatel a první předseda strany
- Ljudmila Nowak - bývalá předsedkyně strany a významná politická figura